# Scopula perialurga
Scopula perialurga är en fjärilsart som beskrevs av Turner 1922. Scopula perialurga ingår i släktet Scopula och familjen mätare. Inga underarter finns listade.